# Fachanwalt für Miet- und Wohnungseigentumsrecht
Bei dem Titel eines Fachanwalts für Miet- und Wohnungseigentumsrecht handelt es sich um eine Fachanwaltsbezeichnung des deutschen Berufsrechts der Rechtsanwälte.
Die Bezeichnung Fachanwalt für Miet- und Wohnungseigentumsrecht wurde durch die Satzungsversammlung der Bundesrechtsanwaltskammer auf ihrer Sitzung vom 22. bis 23. November 2004 eingeführt.

## Rechtsgebiete der Ausbildung
Inhaltlich wird der Titel durch die in § 14c der Fachanwaltsordnung (FAO) genannten Rechtsgebiete, bezüglich derer der den Fachanwaltstitel führende Rechtsanwalt besondere Kenntnisse nachweisen muss, definiert. Es sind dies
- Recht der Wohnraummietverhältnisse,
- Recht der Gewerberaummietverhältnisse und Pachtrecht,
- Wohnungseigentumsrecht,
- Maklerrecht, Nachbarrecht und Grundzüge des Immobilienrechts,
- Miet- und wohnungseigentumsrechtliche Bezüge zum öffentlichen Recht, einschließlich Steuerrecht,
- Miet- und wohnungseigentumsrechtliche Besonderheiten des Verfahrens- und Vollstreckungsrechts.

Weiter erforderlich ist zum Erwerb des Titels eines Fachanwalts für Miet- und Wohnungseigentumsrecht, wie bei allen Fachanwaltstiteln, der Nachweis besonderer praktischer Erfahrungen. Hier fordert § 5 S. 1 lit. j FAO den Nachweis von 120 durch den Bewerber bearbeiteter Fälle, davon mindestens 60 gerichtliche Verfahren. Mindestens 60 Fälle müssen sich auf die in § 14c Nr. 1 bis 3 bestimmten Bereiche beziehen, dabei auf jeden dieser drei Bereiche mindestens 5 Fälle.

## Statistik
Zum 1. Januar 2024 sind 3.876 Fachanwälte für Miet- und Wohnungseigentumsrecht in Deutschland zugelassen.